# Margot Wood
Margot Wood ist eine südafrikanische Theaterproduzentin, Theaterregisseurin, Schauspielerin und Schauspiellehrerin. Sie ist Gründerin der Anex Theatre Productions.

## Leben
Wood ist die Tochter eines Jazzpianisten. Sie machte ihren Bachelor of Fine Arts an der Universität Kapstadt in den Fächern Drama und Theaterkunst. Später machte sie ihren Master an der Universität Stellenbosch. Ihre Masterarbeit widmete sich dem Thema Kindertheater. Sie produzierte in den Jahren 2010 und 2011 Theaterstücke für The Fugard Festival. Es folgten Produktionen für das Klein Karoo Nasionale Kunstefees und dem Suidoosterfees. Für das The National Arts Festival zeigte sie sich 2012 für die Stücke Global Ballgame und The Captain`s Tiger verantwortlich, 2017 folgte das Stück The Nose. 2018 inszenierte sie Dario Fos Stücke A Woman Alone and other Female Parts und Waking up am The Drama Factory.
Ihre bisher einzige Filmrolle übernahm sie 2019 im Film Monster Island – Kampf der Giganten.

## Theater (Auswahl)

### Produktion/Regie
- 2012: Global Ballgame (The National Arts Festival)
- 2012: The Captain`s Tiger (The National Arts Festival)
- seit 2016: At The Edge of The Light (National Arts Festival)
- 2017: The Nose (The National Arts Festival)
- 2018: A Woman Alone and other Female Parts (The Drama Factory)
- 2018: Waking up (The Drama Factory)
- 2018: A Woman Alone and other Female Parts (Alexander Bar)

### Schauspiel
- 2014: Happy Days (CT Fringe)
- 2017: At the Edge of the Light (CT Fringe)

## Filmografie
- 2019: Monster Island – Kampf der Giganten (Monster Island)